# Возный, Владимир Викторович
Влади́мир Ви́кторович Во́зный (укр. Володимир Вікторович Возний; род. 26 мая 1974) — украинский футболист, защитник.

## Биография
Выступал за разные клубы любительской, второй, первой лиг. Самые известные клубы за которые он выступал это овидиопольский «Днестр», «Николаев», в 2004 году играл за казахстанский клуб «Алма-Ата», в котором провёл 14 матчей и забил 2 мяча в высшей лиги Казахстана.
В июле 2008 года подписал контракт с клубом «Феникс-Ильичёвец». Играл под 3 номером.
Обладатель Кубка Одесской области в сезонах 1998/99 и 1999/00. Чемпион Одесской области: 1998/99, 1999/00 и 2000. Чемпион Украины среди любителей: 1999.

## Достижения
- Победитель Второй лиги Украины: 2006/07